# Kolpotocheirodon theloura
Kolpotocheirodon theloura är en fiskart som beskrevs av Luiz R. Malabarba och Weitzman 2000. Kolpotocheirodon theloura ingår i släktet Kolpotocheirodon och familjen Characidae. Inga underarter finns listade i Catalogue of Life.